# Махово
Махово је насељено место у општини Мартинска Вес, у сисачкој горњој Посавини, Хрватска, до нове територијалне организације у саставу бивше велике општине Сисак.

## Становништво
На попису становништва 2011. године, Махово је имало 269 становника.

## Попис1991.
На попису становништва 1991. године, насељено место Махово је имало 415 становника, следећег националног састава:
| Попис 1991.‍  | Попис 1991.‍  | Попис 1991.‍ | Попис 1991.‍ | Попис 1991.‍ |
| ------------ | ------------ | ----------- | ----------- | ----------- |
|              |              |             |             |             |
| Хрвати       | Хрвати       |             | 407         | 98,07%      |
| Муслимани    | Муслимани    |             | 5           | 1,20%       |
| неопредељени | неопредељени |             | 3           | 0,72%       |
| укупно: 415  |              |             |             |             |